# Бабич Іван Дмитрович
Іва́н Дми́трович Ба́бич (1900, Петрине, Єлисаветградський повіт, Херсонська губернія, Російська імперія — 22 листопада 1921, с. Базар, Овруцький повіт, Волинська губернія, УНР) — козак 4-ї гарматної бригади 4-ї Київської дивізії Армії УНР, Герой Другого Зимового походу.

## Біографія
Народився у 1900 році в с. Петрине Єлисаветградського повіту Херсонської губернії в українській селянській родині. Навчався в сільськогосподарському гідротехнічному училищі. Не входив до жодної партії.
В Армії УНР із 1920 року.
Служив у 3-й гарматній бригаді 3-ї Залізної дивізії.
Під час Другого Зимового походу — козак 4-ї гарматної бригади 4-ї Київської дивізії.
Розстріляний більшовиками 22 листопада 1921 року у місті Базар.
Реабілітований 27 квітня 1998 року.

## Вшанування пам'яті
- Його ім'я вибите серед інших на Меморіалі Героїв Базару.